# Shatranj
Le Shatranj ou  Chatrang (persan : چَترَنگ) est considéré comme l'ancêtre du jeu d'échecs. Il est la version perse du jeu indien Chaturanga; à moins que ce ne soit le contraire car, à ce jour, les plus anciennes traces que l'on ait des échecs sont les mentions dans trois textes épiques perses, notamment le Wizârišn î chatrang ud nihišm î nêw-ardaxšîr (« l'explication des Échecs et l'invention du Nard », texte appelé aussi Mâdayân î chatrang ou encore Chatrang nâmag, « Le livre des échecs ») écrit probablement au VIe siècle.

## Règles
|   | a  | b  | c  | d  | e  | f  | g  | h  |   |
| 8 | a8 | b8 | c8 | d8 | e8 | f8 | g8 | h8 | 8 |
| 7 | a7 | b7 | c7 | d7 | e7 | f7 | g7 | h7 | 7 |
| 6 | a6 | b6 | c6 | d6 | e6 | f6 | g6 | h6 | 6 |
| 5 | a5 | b5 | c5 | d5 | e5 | f5 | g5 | h5 | 5 |
| 4 | a4 | b4 | c4 | d4 | e4 | f4 | g4 | h4 | 4 |
| 3 | a3 | b3 | c3 | d3 | e3 | f3 | g3 | h3 | 3 |
| 2 | a2 | b2 | c2 | d2 | e2 | f2 | g2 | h2 | 2 |
| 1 | a1 | b1 | c1 | d1 | e1 | f1 | g1 | h1 | 1 |
|   | a  | b  | c  | d  | e  | f  | g  | h  |   |

Les règles du Shatranj/Chatrang sont très similaires aux échecs modernes. Le jeu se joue sur un plateau monochrome. La position initiale des pièces est la même qu'aujourd'hui, à l'exception près que la position du roi n'est pas fixée en fonction de sa couleur mais par les joueurs.
Le jeu se joue avec les pièces suivantes:
- le roi (en persan Châh, c'est lui qui donne son nom au jeu) se déplace d’un pas dans toutes les directions;
- le conseiller (en persan Farzin ou Vizir) dont le mouvement est limité à une seule case en diagonale;
- l’éléphant (en persan Pil ou Fil, cf. sanskrit pīlu qui donnera "fou") avec un déplacement correspondant à un saut de deux cases en diagonale;
- le cheval (en persan Asp), identique au cavalier moderne;
- le char ou la tour (en persan Rokh: la tour), identique à la tour actuelle.
- le soldat (en persan Piâdak: piéton, cf. sanskrit padāti: piéton, fantassin; on le nomme également Sarbâz: soldat), l’équivalent du pion, mais dépourvu du double pas initial. Le soldat est promu en conseiller lorsqu'il arrive sur la 8e rangée de son adversaire.

| a5 | b5 | c5 | d5 | e5 |
| a4 | b4 | c4 | d4 | e4 |
| a3 | b3 | c3 | d3 | e3 |
| a2 | b2 | c2 | d2 | e2 |
| a1 | b1 | c1 | d1 | e1 |

| a5 | b5 | c5 | d5 | e5 |
| a4 | b4 | c4 | d4 | e4 |
| a3 | b3 | c3 | d3 | e3 |
| a2 | b2 | c2 | d2 | e2 |
| a1 | b1 | c1 | d1 | e1 |

| a5 | b5 | c5 | d5 | e5 |
| a4 | b4 | c4 | d4 | e4 |
| a3 | b3 | c3 | d3 | e3 |
| a2 | b2 | c2 | d2 | e2 |
| a1 | b1 | c1 | d1 | e1 |

| a5 | b5 | c5 | d5 | e5 |
| a4 | b4 | c4 | d4 | e4 |
| a3 | b3 | c3 | d3 | e3 |
| a2 | b2 | c2 | d2 | e2 |
| a1 | b1 | c1 | d1 | e1 |

| a5 | b5 | c5 | d5 | e5 |
| a4 | b4 | c4 | d4 | e4 |
| a3 | b3 | c3 | d3 | e3 |
| a2 | b2 | c2 | d2 | e2 |
| a1 | b1 | c1 | d1 | e1 |

| a5 | b5 | c5 | d5 | e5 |
| a4 | b4 | c4 | d4 | e4 |
| a3 | b3 | c3 | d3 | e3 |
| a2 | b2 | c2 | d2 | e2 |
| a1 | b1 | c1 | d1 | e1 |

| a5 | b5 | c5 | d5 | e5 |
| a4 | b4 | c4 | d4 | e4 |
| a3 | b3 | c3 | d3 | e3 |
| a2 | b2 | c2 | d2 | e2 |
| a1 | b1 | c1 | d1 | e1 |

## Tabbiyyāt
|   | a | b | c | d | e | f | g | h |   |
| 8 | Tour noire sur case blanche a8 · Fou noir sur case blanche c8 · Roi noir sur case blanche e8 · Fou noir sur case noire f8 · Tour noire sur case noire h8 · Pion noir sur case noire a7 · Cavalier noir sur case blanche d7 · Cavalier noir sur case noire e7 · Pion noir sur case noire g7 · Pion noir sur case noire b6 · Pion noir sur case blanche c6 · Dame noire sur case noire d6 · Pion noir sur case noire f6 · Pion noir sur case noire h6 · Pion noir sur case blanche d5 · Pion noir sur case noire e5 · Pion blanc sur case blanche c4 · Pion blanc sur case noire f4 · Pion blanc sur case blanche b3 · Cavalier blanc sur case noire c3 · Pion blanc sur case blanche d3 · Pion blanc sur case noire e3 · Cavalier blanc sur case blanche f3 · Pion blanc sur case noire g3 · Pion blanc sur case blanche a2 · Pion blanc sur case noire h2 · Tour blanche sur case blanche b1 · Fou blanc sur case noire c1 · Dame blanche sur case blanche d1 · Roi blanc sur case noire e1 · Fou blanc sur case blanche f1 · Tour blanche sur case noire g1 | Tour noire sur case blanche a8 · Fou noir sur case blanche c8 · Roi noir sur case blanche e8 · Fou noir sur case noire f8 · Tour noire sur case noire h8 · Pion noir sur case noire a7 · Cavalier noir sur case blanche d7 · Cavalier noir sur case noire e7 · Pion noir sur case noire g7 · Pion noir sur case noire b6 · Pion noir sur case blanche c6 · Dame noire sur case noire d6 · Pion noir sur case noire f6 · Pion noir sur case noire h6 · Pion noir sur case blanche d5 · Pion noir sur case noire e5 · Pion blanc sur case blanche c4 · Pion blanc sur case noire f4 · Pion blanc sur case blanche b3 · Cavalier blanc sur case noire c3 · Pion blanc sur case blanche d3 · Pion blanc sur case noire e3 · Cavalier blanc sur case blanche f3 · Pion blanc sur case noire g3 · Pion blanc sur case blanche a2 · Pion blanc sur case noire h2 · Tour blanche sur case blanche b1 · Fou blanc sur case noire c1 · Dame blanche sur case blanche d1 · Roi blanc sur case noire e1 · Fou blanc sur case blanche f1 · Tour blanche sur case noire g1 | Tour noire sur case blanche a8 · Fou noir sur case blanche c8 · Roi noir sur case blanche e8 · Fou noir sur case noire f8 · Tour noire sur case noire h8 · Pion noir sur case noire a7 · Cavalier noir sur case blanche d7 · Cavalier noir sur case noire e7 · Pion noir sur case noire g7 · Pion noir sur case noire b6 · Pion noir sur case blanche c6 · Dame noire sur case noire d6 · Pion noir sur case noire f6 · Pion noir sur case noire h6 · Pion noir sur case blanche d5 · Pion noir sur case noire e5 · Pion blanc sur case blanche c4 · Pion blanc sur case noire f4 · Pion blanc sur case blanche b3 · Cavalier blanc sur case noire c3 · Pion blanc sur case blanche d3 · Pion blanc sur case noire e3 · Cavalier blanc sur case blanche f3 · Pion blanc sur case noire g3 · Pion blanc sur case blanche a2 · Pion blanc sur case noire h2 · Tour blanche sur case blanche b1 · Fou blanc sur case noire c1 · Dame blanche sur case blanche d1 · Roi blanc sur case noire e1 · Fou blanc sur case blanche f1 · Tour blanche sur case noire g1 | Tour noire sur case blanche a8 · Fou noir sur case blanche c8 · Roi noir sur case blanche e8 · Fou noir sur case noire f8 · Tour noire sur case noire h8 · Pion noir sur case noire a7 · Cavalier noir sur case blanche d7 · Cavalier noir sur case noire e7 · Pion noir sur case noire g7 · Pion noir sur case noire b6 · Pion noir sur case blanche c6 · Dame noire sur case noire d6 · Pion noir sur case noire f6 · Pion noir sur case noire h6 · Pion noir sur case blanche d5 · Pion noir sur case noire e5 · Pion blanc sur case blanche c4 · Pion blanc sur case noire f4 · Pion blanc sur case blanche b3 · Cavalier blanc sur case noire c3 · Pion blanc sur case blanche d3 · Pion blanc sur case noire e3 · Cavalier blanc sur case blanche f3 · Pion blanc sur case noire g3 · Pion blanc sur case blanche a2 · Pion blanc sur case noire h2 · Tour blanche sur case blanche b1 · Fou blanc sur case noire c1 · Dame blanche sur case blanche d1 · Roi blanc sur case noire e1 · Fou blanc sur case blanche f1 · Tour blanche sur case noire g1 | Tour noire sur case blanche a8 · Fou noir sur case blanche c8 · Roi noir sur case blanche e8 · Fou noir sur case noire f8 · Tour noire sur case noire h8 · Pion noir sur case noire a7 · Cavalier noir sur case blanche d7 · Cavalier noir sur case noire e7 · Pion noir sur case noire g7 · Pion noir sur case noire b6 · Pion noir sur case blanche c6 · Dame noire sur case noire d6 · Pion noir sur case noire f6 · Pion noir sur case noire h6 · Pion noir sur case blanche d5 · Pion noir sur case noire e5 · Pion blanc sur case blanche c4 · Pion blanc sur case noire f4 · Pion blanc sur case blanche b3 · Cavalier blanc sur case noire c3 · Pion blanc sur case blanche d3 · Pion blanc sur case noire e3 · Cavalier blanc sur case blanche f3 · Pion blanc sur case noire g3 · Pion blanc sur case blanche a2 · Pion blanc sur case noire h2 · Tour blanche sur case blanche b1 · Fou blanc sur case noire c1 · Dame blanche sur case blanche d1 · Roi blanc sur case noire e1 · Fou blanc sur case blanche f1 · Tour blanche sur case noire g1 | Tour noire sur case blanche a8 · Fou noir sur case blanche c8 · Roi noir sur case blanche e8 · Fou noir sur case noire f8 · Tour noire sur case noire h8 · Pion noir sur case noire a7 · Cavalier noir sur case blanche d7 · Cavalier noir sur case noire e7 · Pion noir sur case noire g7 · Pion noir sur case noire b6 · Pion noir sur case blanche c6 · Dame noire sur case noire d6 · Pion noir sur case noire f6 · Pion noir sur case noire h6 · Pion noir sur case blanche d5 · Pion noir sur case noire e5 · Pion blanc sur case blanche c4 · Pion blanc sur case noire f4 · Pion blanc sur case blanche b3 · Cavalier blanc sur case noire c3 · Pion blanc sur case blanche d3 · Pion blanc sur case noire e3 · Cavalier blanc sur case blanche f3 · Pion blanc sur case noire g3 · Pion blanc sur case blanche a2 · Pion blanc sur case noire h2 · Tour blanche sur case blanche b1 · Fou blanc sur case noire c1 · Dame blanche sur case blanche d1 · Roi blanc sur case noire e1 · Fou blanc sur case blanche f1 · Tour blanche sur case noire g1 | Tour noire sur case blanche a8 · Fou noir sur case blanche c8 · Roi noir sur case blanche e8 · Fou noir sur case noire f8 · Tour noire sur case noire h8 · Pion noir sur case noire a7 · Cavalier noir sur case blanche d7 · Cavalier noir sur case noire e7 · Pion noir sur case noire g7 · Pion noir sur case noire b6 · Pion noir sur case blanche c6 · Dame noire sur case noire d6 · Pion noir sur case noire f6 · Pion noir sur case noire h6 · Pion noir sur case blanche d5 · Pion noir sur case noire e5 · Pion blanc sur case blanche c4 · Pion blanc sur case noire f4 · Pion blanc sur case blanche b3 · Cavalier blanc sur case noire c3 · Pion blanc sur case blanche d3 · Pion blanc sur case noire e3 · Cavalier blanc sur case blanche f3 · Pion blanc sur case noire g3 · Pion blanc sur case blanche a2 · Pion blanc sur case noire h2 · Tour blanche sur case blanche b1 · Fou blanc sur case noire c1 · Dame blanche sur case blanche d1 · Roi blanc sur case noire e1 · Fou blanc sur case blanche f1 · Tour blanche sur case noire g1 | Tour noire sur case blanche a8 · Fou noir sur case blanche c8 · Roi noir sur case blanche e8 · Fou noir sur case noire f8 · Tour noire sur case noire h8 · Pion noir sur case noire a7 · Cavalier noir sur case blanche d7 · Cavalier noir sur case noire e7 · Pion noir sur case noire g7 · Pion noir sur case noire b6 · Pion noir sur case blanche c6 · Dame noire sur case noire d6 · Pion noir sur case noire f6 · Pion noir sur case noire h6 · Pion noir sur case blanche d5 · Pion noir sur case noire e5 · Pion blanc sur case blanche c4 · Pion blanc sur case noire f4 · Pion blanc sur case blanche b3 · Cavalier blanc sur case noire c3 · Pion blanc sur case blanche d3 · Pion blanc sur case noire e3 · Cavalier blanc sur case blanche f3 · Pion blanc sur case noire g3 · Pion blanc sur case blanche a2 · Pion blanc sur case noire h2 · Tour blanche sur case blanche b1 · Fou blanc sur case noire c1 · Dame blanche sur case blanche d1 · Roi blanc sur case noire e1 · Fou blanc sur case blanche f1 · Tour blanche sur case noire g1 | 8 |
| 7 | Tour noire sur case blanche a8 · Fou noir sur case blanche c8 · Roi noir sur case blanche e8 · Fou noir sur case noire f8 · Tour noire sur case noire h8 · Pion noir sur case noire a7 · Cavalier noir sur case blanche d7 · Cavalier noir sur case noire e7 · Pion noir sur case noire g7 · Pion noir sur case noire b6 · Pion noir sur case blanche c6 · Dame noire sur case noire d6 · Pion noir sur case noire f6 · Pion noir sur case noire h6 · Pion noir sur case blanche d5 · Pion noir sur case noire e5 · Pion blanc sur case blanche c4 · Pion blanc sur case noire f4 · Pion blanc sur case blanche b3 · Cavalier blanc sur case noire c3 · Pion blanc sur case blanche d3 · Pion blanc sur case noire e3 · Cavalier blanc sur case blanche f3 · Pion blanc sur case noire g3 · Pion blanc sur case blanche a2 · Pion blanc sur case noire h2 · Tour blanche sur case blanche b1 · Fou blanc sur case noire c1 · Dame blanche sur case blanche d1 · Roi blanc sur case noire e1 · Fou blanc sur case blanche f1 · Tour blanche sur case noire g1 | Tour noire sur case blanche a8 · Fou noir sur case blanche c8 · Roi noir sur case blanche e8 · Fou noir sur case noire f8 · Tour noire sur case noire h8 · Pion noir sur case noire a7 · Cavalier noir sur case blanche d7 · Cavalier noir sur case noire e7 · Pion noir sur case noire g7 · Pion noir sur case noire b6 · Pion noir sur case blanche c6 · Dame noire sur case noire d6 · Pion noir sur case noire f6 · Pion noir sur case noire h6 · Pion noir sur case blanche d5 · Pion noir sur case noire e5 · Pion blanc sur case blanche c4 · Pion blanc sur case noire f4 · Pion blanc sur case blanche b3 · Cavalier blanc sur case noire c3 · Pion blanc sur case blanche d3 · Pion blanc sur case noire e3 · Cavalier blanc sur case blanche f3 · Pion blanc sur case noire g3 · Pion blanc sur case blanche a2 · Pion blanc sur case noire h2 · Tour blanche sur case blanche b1 · Fou blanc sur case noire c1 · Dame blanche sur case blanche d1 · Roi blanc sur case noire e1 · Fou blanc sur case blanche f1 · Tour blanche sur case noire g1 | Tour noire sur case blanche a8 · Fou noir sur case blanche c8 · Roi noir sur case blanche e8 · Fou noir sur case noire f8 · Tour noire sur case noire h8 · Pion noir sur case noire a7 · Cavalier noir sur case blanche d7 · Cavalier noir sur case noire e7 · Pion noir sur case noire g7 · Pion noir sur case noire b6 · Pion noir sur case blanche c6 · Dame noire sur case noire d6 · Pion noir sur case noire f6 · Pion noir sur case noire h6 · Pion noir sur case blanche d5 · Pion noir sur case noire e5 · Pion blanc sur case blanche c4 · Pion blanc sur case noire f4 · Pion blanc sur case blanche b3 · Cavalier blanc sur case noire c3 · Pion blanc sur case blanche d3 · Pion blanc sur case noire e3 · Cavalier blanc sur case blanche f3 · Pion blanc sur case noire g3 · Pion blanc sur case blanche a2 · Pion blanc sur case noire h2 · Tour blanche sur case blanche b1 · Fou blanc sur case noire c1 · Dame blanche sur case blanche d1 · Roi blanc sur case noire e1 · Fou blanc sur case blanche f1 · Tour blanche sur case noire g1 | Tour noire sur case blanche a8 · Fou noir sur case blanche c8 · Roi noir sur case blanche e8 · Fou noir sur case noire f8 · Tour noire sur case noire h8 · Pion noir sur case noire a7 · Cavalier noir sur case blanche d7 · Cavalier noir sur case noire e7 · Pion noir sur case noire g7 · Pion noir sur case noire b6 · Pion noir sur case blanche c6 · Dame noire sur case noire d6 · Pion noir sur case noire f6 · Pion noir sur case noire h6 · Pion noir sur case blanche d5 · Pion noir sur case noire e5 · Pion blanc sur case blanche c4 · Pion blanc sur case noire f4 · Pion blanc sur case blanche b3 · Cavalier blanc sur case noire c3 · Pion blanc sur case blanche d3 · Pion blanc sur case noire e3 · Cavalier blanc sur case blanche f3 · Pion blanc sur case noire g3 · Pion blanc sur case blanche a2 · Pion blanc sur case noire h2 · Tour blanche sur case blanche b1 · Fou blanc sur case noire c1 · Dame blanche sur case blanche d1 · Roi blanc sur case noire e1 · Fou blanc sur case blanche f1 · Tour blanche sur case noire g1 | Tour noire sur case blanche a8 · Fou noir sur case blanche c8 · Roi noir sur case blanche e8 · Fou noir sur case noire f8 · Tour noire sur case noire h8 · Pion noir sur case noire a7 · Cavalier noir sur case blanche d7 · Cavalier noir sur case noire e7 · Pion noir sur case noire g7 · Pion noir sur case noire b6 · Pion noir sur case blanche c6 · Dame noire sur case noire d6 · Pion noir sur case noire f6 · Pion noir sur case noire h6 · Pion noir sur case blanche d5 · Pion noir sur case noire e5 · Pion blanc sur case blanche c4 · Pion blanc sur case noire f4 · Pion blanc sur case blanche b3 · Cavalier blanc sur case noire c3 · Pion blanc sur case blanche d3 · Pion blanc sur case noire e3 · Cavalier blanc sur case blanche f3 · Pion blanc sur case noire g3 · Pion blanc sur case blanche a2 · Pion blanc sur case noire h2 · Tour blanche sur case blanche b1 · Fou blanc sur case noire c1 · Dame blanche sur case blanche d1 · Roi blanc sur case noire e1 · Fou blanc sur case blanche f1 · Tour blanche sur case noire g1 | Tour noire sur case blanche a8 · Fou noir sur case blanche c8 · Roi noir sur case blanche e8 · Fou noir sur case noire f8 · Tour noire sur case noire h8 · Pion noir sur case noire a7 · Cavalier noir sur case blanche d7 · Cavalier noir sur case noire e7 · Pion noir sur case noire g7 · Pion noir sur case noire b6 · Pion noir sur case blanche c6 · Dame noire sur case noire d6 · Pion noir sur case noire f6 · Pion noir sur case noire h6 · Pion noir sur case blanche d5 · Pion noir sur case noire e5 · Pion blanc sur case blanche c4 · Pion blanc sur case noire f4 · Pion blanc sur case blanche b3 · Cavalier blanc sur case noire c3 · Pion blanc sur case blanche d3 · Pion blanc sur case noire e3 · Cavalier blanc sur case blanche f3 · Pion blanc sur case noire g3 · Pion blanc sur case blanche a2 · Pion blanc sur case noire h2 · Tour blanche sur case blanche b1 · Fou blanc sur case noire c1 · Dame blanche sur case blanche d1 · Roi blanc sur case noire e1 · Fou blanc sur case blanche f1 · Tour blanche sur case noire g1 | Tour noire sur case blanche a8 · Fou noir sur case blanche c8 · Roi noir sur case blanche e8 · Fou noir sur case noire f8 · Tour noire sur case noire h8 · Pion noir sur case noire a7 · Cavalier noir sur case blanche d7 · Cavalier noir sur case noire e7 · Pion noir sur case noire g7 · Pion noir sur case noire b6 · Pion noir sur case blanche c6 · Dame noire sur case noire d6 · Pion noir sur case noire f6 · Pion noir sur case noire h6 · Pion noir sur case blanche d5 · Pion noir sur case noire e5 · Pion blanc sur case blanche c4 · Pion blanc sur case noire f4 · Pion blanc sur case blanche b3 · Cavalier blanc sur case noire c3 · Pion blanc sur case blanche d3 · Pion blanc sur case noire e3 · Cavalier blanc sur case blanche f3 · Pion blanc sur case noire g3 · Pion blanc sur case blanche a2 · Pion blanc sur case noire h2 · Tour blanche sur case blanche b1 · Fou blanc sur case noire c1 · Dame blanche sur case blanche d1 · Roi blanc sur case noire e1 · Fou blanc sur case blanche f1 · Tour blanche sur case noire g1 | Tour noire sur case blanche a8 · Fou noir sur case blanche c8 · Roi noir sur case blanche e8 · Fou noir sur case noire f8 · Tour noire sur case noire h8 · Pion noir sur case noire a7 · Cavalier noir sur case blanche d7 · Cavalier noir sur case noire e7 · Pion noir sur case noire g7 · Pion noir sur case noire b6 · Pion noir sur case blanche c6 · Dame noire sur case noire d6 · Pion noir sur case noire f6 · Pion noir sur case noire h6 · Pion noir sur case blanche d5 · Pion noir sur case noire e5 · Pion blanc sur case blanche c4 · Pion blanc sur case noire f4 · Pion blanc sur case blanche b3 · Cavalier blanc sur case noire c3 · Pion blanc sur case blanche d3 · Pion blanc sur case noire e3 · Cavalier blanc sur case blanche f3 · Pion blanc sur case noire g3 · Pion blanc sur case blanche a2 · Pion blanc sur case noire h2 · Tour blanche sur case blanche b1 · Fou blanc sur case noire c1 · Dame blanche sur case blanche d1 · Roi blanc sur case noire e1 · Fou blanc sur case blanche f1 · Tour blanche sur case noire g1 | 7 |
| 6 | Tour noire sur case blanche a8 · Fou noir sur case blanche c8 · Roi noir sur case blanche e8 · Fou noir sur case noire f8 · Tour noire sur case noire h8 · Pion noir sur case noire a7 · Cavalier noir sur case blanche d7 · Cavalier noir sur case noire e7 · Pion noir sur case noire g7 · Pion noir sur case noire b6 · Pion noir sur case blanche c6 · Dame noire sur case noire d6 · Pion noir sur case noire f6 · Pion noir sur case noire h6 · Pion noir sur case blanche d5 · Pion noir sur case noire e5 · Pion blanc sur case blanche c4 · Pion blanc sur case noire f4 · Pion blanc sur case blanche b3 · Cavalier blanc sur case noire c3 · Pion blanc sur case blanche d3 · Pion blanc sur case noire e3 · Cavalier blanc sur case blanche f3 · Pion blanc sur case noire g3 · Pion blanc sur case blanche a2 · Pion blanc sur case noire h2 · Tour blanche sur case blanche b1 · Fou blanc sur case noire c1 · Dame blanche sur case blanche d1 · Roi blanc sur case noire e1 · Fou blanc sur case blanche f1 · Tour blanche sur case noire g1 | Tour noire sur case blanche a8 · Fou noir sur case blanche c8 · Roi noir sur case blanche e8 · Fou noir sur case noire f8 · Tour noire sur case noire h8 · Pion noir sur case noire a7 · Cavalier noir sur case blanche d7 · Cavalier noir sur case noire e7 · Pion noir sur case noire g7 · Pion noir sur case noire b6 · Pion noir sur case blanche c6 · Dame noire sur case noire d6 · Pion noir sur case noire f6 · Pion noir sur case noire h6 · Pion noir sur case blanche d5 · Pion noir sur case noire e5 · Pion blanc sur case blanche c4 · Pion blanc sur case noire f4 · Pion blanc sur case blanche b3 · Cavalier blanc sur case noire c3 · Pion blanc sur case blanche d3 · Pion blanc sur case noire e3 · Cavalier blanc sur case blanche f3 · Pion blanc sur case noire g3 · Pion blanc sur case blanche a2 · Pion blanc sur case noire h2 · Tour blanche sur case blanche b1 · Fou blanc sur case noire c1 · Dame blanche sur case blanche d1 · Roi blanc sur case noire e1 · Fou blanc sur case blanche f1 · Tour blanche sur case noire g1 | Tour noire sur case blanche a8 · Fou noir sur case blanche c8 · Roi noir sur case blanche e8 · Fou noir sur case noire f8 · Tour noire sur case noire h8 · Pion noir sur case noire a7 · Cavalier noir sur case blanche d7 · Cavalier noir sur case noire e7 · Pion noir sur case noire g7 · Pion noir sur case noire b6 · Pion noir sur case blanche c6 · Dame noire sur case noire d6 · Pion noir sur case noire f6 · Pion noir sur case noire h6 · Pion noir sur case blanche d5 · Pion noir sur case noire e5 · Pion blanc sur case blanche c4 · Pion blanc sur case noire f4 · Pion blanc sur case blanche b3 · Cavalier blanc sur case noire c3 · Pion blanc sur case blanche d3 · Pion blanc sur case noire e3 · Cavalier blanc sur case blanche f3 · Pion blanc sur case noire g3 · Pion blanc sur case blanche a2 · Pion blanc sur case noire h2 · Tour blanche sur case blanche b1 · Fou blanc sur case noire c1 · Dame blanche sur case blanche d1 · Roi blanc sur case noire e1 · Fou blanc sur case blanche f1 · Tour blanche sur case noire g1 | Tour noire sur case blanche a8 · Fou noir sur case blanche c8 · Roi noir sur case blanche e8 · Fou noir sur case noire f8 · Tour noire sur case noire h8 · Pion noir sur case noire a7 · Cavalier noir sur case blanche d7 · Cavalier noir sur case noire e7 · Pion noir sur case noire g7 · Pion noir sur case noire b6 · Pion noir sur case blanche c6 · Dame noire sur case noire d6 · Pion noir sur case noire f6 · Pion noir sur case noire h6 · Pion noir sur case blanche d5 · Pion noir sur case noire e5 · Pion blanc sur case blanche c4 · Pion blanc sur case noire f4 · Pion blanc sur case blanche b3 · Cavalier blanc sur case noire c3 · Pion blanc sur case blanche d3 · Pion blanc sur case noire e3 · Cavalier blanc sur case blanche f3 · Pion blanc sur case noire g3 · Pion blanc sur case blanche a2 · Pion blanc sur case noire h2 · Tour blanche sur case blanche b1 · Fou blanc sur case noire c1 · Dame blanche sur case blanche d1 · Roi blanc sur case noire e1 · Fou blanc sur case blanche f1 · Tour blanche sur case noire g1 | Tour noire sur case blanche a8 · Fou noir sur case blanche c8 · Roi noir sur case blanche e8 · Fou noir sur case noire f8 · Tour noire sur case noire h8 · Pion noir sur case noire a7 · Cavalier noir sur case blanche d7 · Cavalier noir sur case noire e7 · Pion noir sur case noire g7 · Pion noir sur case noire b6 · Pion noir sur case blanche c6 · Dame noire sur case noire d6 · Pion noir sur case noire f6 · Pion noir sur case noire h6 · Pion noir sur case blanche d5 · Pion noir sur case noire e5 · Pion blanc sur case blanche c4 · Pion blanc sur case noire f4 · Pion blanc sur case blanche b3 · Cavalier blanc sur case noire c3 · Pion blanc sur case blanche d3 · Pion blanc sur case noire e3 · Cavalier blanc sur case blanche f3 · Pion blanc sur case noire g3 · Pion blanc sur case blanche a2 · Pion blanc sur case noire h2 · Tour blanche sur case blanche b1 · Fou blanc sur case noire c1 · Dame blanche sur case blanche d1 · Roi blanc sur case noire e1 · Fou blanc sur case blanche f1 · Tour blanche sur case noire g1 | Tour noire sur case blanche a8 · Fou noir sur case blanche c8 · Roi noir sur case blanche e8 · Fou noir sur case noire f8 · Tour noire sur case noire h8 · Pion noir sur case noire a7 · Cavalier noir sur case blanche d7 · Cavalier noir sur case noire e7 · Pion noir sur case noire g7 · Pion noir sur case noire b6 · Pion noir sur case blanche c6 · Dame noire sur case noire d6 · Pion noir sur case noire f6 · Pion noir sur case noire h6 · Pion noir sur case blanche d5 · Pion noir sur case noire e5 · Pion blanc sur case blanche c4 · Pion blanc sur case noire f4 · Pion blanc sur case blanche b3 · Cavalier blanc sur case noire c3 · Pion blanc sur case blanche d3 · Pion blanc sur case noire e3 · Cavalier blanc sur case blanche f3 · Pion blanc sur case noire g3 · Pion blanc sur case blanche a2 · Pion blanc sur case noire h2 · Tour blanche sur case blanche b1 · Fou blanc sur case noire c1 · Dame blanche sur case blanche d1 · Roi blanc sur case noire e1 · Fou blanc sur case blanche f1 · Tour blanche sur case noire g1 | Tour noire sur case blanche a8 · Fou noir sur case blanche c8 · Roi noir sur case blanche e8 · Fou noir sur case noire f8 · Tour noire sur case noire h8 · Pion noir sur case noire a7 · Cavalier noir sur case blanche d7 · Cavalier noir sur case noire e7 · Pion noir sur case noire g7 · Pion noir sur case noire b6 · Pion noir sur case blanche c6 · Dame noire sur case noire d6 · Pion noir sur case noire f6 · Pion noir sur case noire h6 · Pion noir sur case blanche d5 · Pion noir sur case noire e5 · Pion blanc sur case blanche c4 · Pion blanc sur case noire f4 · Pion blanc sur case blanche b3 · Cavalier blanc sur case noire c3 · Pion blanc sur case blanche d3 · Pion blanc sur case noire e3 · Cavalier blanc sur case blanche f3 · Pion blanc sur case noire g3 · Pion blanc sur case blanche a2 · Pion blanc sur case noire h2 · Tour blanche sur case blanche b1 · Fou blanc sur case noire c1 · Dame blanche sur case blanche d1 · Roi blanc sur case noire e1 · Fou blanc sur case blanche f1 · Tour blanche sur case noire g1 | Tour noire sur case blanche a8 · Fou noir sur case blanche c8 · Roi noir sur case blanche e8 · Fou noir sur case noire f8 · Tour noire sur case noire h8 · Pion noir sur case noire a7 · Cavalier noir sur case blanche d7 · Cavalier noir sur case noire e7 · Pion noir sur case noire g7 · Pion noir sur case noire b6 · Pion noir sur case blanche c6 · Dame noire sur case noire d6 · Pion noir sur case noire f6 · Pion noir sur case noire h6 · Pion noir sur case blanche d5 · Pion noir sur case noire e5 · Pion blanc sur case blanche c4 · Pion blanc sur case noire f4 · Pion blanc sur case blanche b3 · Cavalier blanc sur case noire c3 · Pion blanc sur case blanche d3 · Pion blanc sur case noire e3 · Cavalier blanc sur case blanche f3 · Pion blanc sur case noire g3 · Pion blanc sur case blanche a2 · Pion blanc sur case noire h2 · Tour blanche sur case blanche b1 · Fou blanc sur case noire c1 · Dame blanche sur case blanche d1 · Roi blanc sur case noire e1 · Fou blanc sur case blanche f1 · Tour blanche sur case noire g1 | 6 |
| 5 | Tour noire sur case blanche a8 · Fou noir sur case blanche c8 · Roi noir sur case blanche e8 · Fou noir sur case noire f8 · Tour noire sur case noire h8 · Pion noir sur case noire a7 · Cavalier noir sur case blanche d7 · Cavalier noir sur case noire e7 · Pion noir sur case noire g7 · Pion noir sur case noire b6 · Pion noir sur case blanche c6 · Dame noire sur case noire d6 · Pion noir sur case noire f6 · Pion noir sur case noire h6 · Pion noir sur case blanche d5 · Pion noir sur case noire e5 · Pion blanc sur case blanche c4 · Pion blanc sur case noire f4 · Pion blanc sur case blanche b3 · Cavalier blanc sur case noire c3 · Pion blanc sur case blanche d3 · Pion blanc sur case noire e3 · Cavalier blanc sur case blanche f3 · Pion blanc sur case noire g3 · Pion blanc sur case blanche a2 · Pion blanc sur case noire h2 · Tour blanche sur case blanche b1 · Fou blanc sur case noire c1 · Dame blanche sur case blanche d1 · Roi blanc sur case noire e1 · Fou blanc sur case blanche f1 · Tour blanche sur case noire g1 | Tour noire sur case blanche a8 · Fou noir sur case blanche c8 · Roi noir sur case blanche e8 · Fou noir sur case noire f8 · Tour noire sur case noire h8 · Pion noir sur case noire a7 · Cavalier noir sur case blanche d7 · Cavalier noir sur case noire e7 · Pion noir sur case noire g7 · Pion noir sur case noire b6 · Pion noir sur case blanche c6 · Dame noire sur case noire d6 · Pion noir sur case noire f6 · Pion noir sur case noire h6 · Pion noir sur case blanche d5 · Pion noir sur case noire e5 · Pion blanc sur case blanche c4 · Pion blanc sur case noire f4 · Pion blanc sur case blanche b3 · Cavalier blanc sur case noire c3 · Pion blanc sur case blanche d3 · Pion blanc sur case noire e3 · Cavalier blanc sur case blanche f3 · Pion blanc sur case noire g3 · Pion blanc sur case blanche a2 · Pion blanc sur case noire h2 · Tour blanche sur case blanche b1 · Fou blanc sur case noire c1 · Dame blanche sur case blanche d1 · Roi blanc sur case noire e1 · Fou blanc sur case blanche f1 · Tour blanche sur case noire g1 | Tour noire sur case blanche a8 · Fou noir sur case blanche c8 · Roi noir sur case blanche e8 · Fou noir sur case noire f8 · Tour noire sur case noire h8 · Pion noir sur case noire a7 · Cavalier noir sur case blanche d7 · Cavalier noir sur case noire e7 · Pion noir sur case noire g7 · Pion noir sur case noire b6 · Pion noir sur case blanche c6 · Dame noire sur case noire d6 · Pion noir sur case noire f6 · Pion noir sur case noire h6 · Pion noir sur case blanche d5 · Pion noir sur case noire e5 · Pion blanc sur case blanche c4 · Pion blanc sur case noire f4 · Pion blanc sur case blanche b3 · Cavalier blanc sur case noire c3 · Pion blanc sur case blanche d3 · Pion blanc sur case noire e3 · Cavalier blanc sur case blanche f3 · Pion blanc sur case noire g3 · Pion blanc sur case blanche a2 · Pion blanc sur case noire h2 · Tour blanche sur case blanche b1 · Fou blanc sur case noire c1 · Dame blanche sur case blanche d1 · Roi blanc sur case noire e1 · Fou blanc sur case blanche f1 · Tour blanche sur case noire g1 | Tour noire sur case blanche a8 · Fou noir sur case blanche c8 · Roi noir sur case blanche e8 · Fou noir sur case noire f8 · Tour noire sur case noire h8 · Pion noir sur case noire a7 · Cavalier noir sur case blanche d7 · Cavalier noir sur case noire e7 · Pion noir sur case noire g7 · Pion noir sur case noire b6 · Pion noir sur case blanche c6 · Dame noire sur case noire d6 · Pion noir sur case noire f6 · Pion noir sur case noire h6 · Pion noir sur case blanche d5 · Pion noir sur case noire e5 · Pion blanc sur case blanche c4 · Pion blanc sur case noire f4 · Pion blanc sur case blanche b3 · Cavalier blanc sur case noire c3 · Pion blanc sur case blanche d3 · Pion blanc sur case noire e3 · Cavalier blanc sur case blanche f3 · Pion blanc sur case noire g3 · Pion blanc sur case blanche a2 · Pion blanc sur case noire h2 · Tour blanche sur case blanche b1 · Fou blanc sur case noire c1 · Dame blanche sur case blanche d1 · Roi blanc sur case noire e1 · Fou blanc sur case blanche f1 · Tour blanche sur case noire g1 | Tour noire sur case blanche a8 · Fou noir sur case blanche c8 · Roi noir sur case blanche e8 · Fou noir sur case noire f8 · Tour noire sur case noire h8 · Pion noir sur case noire a7 · Cavalier noir sur case blanche d7 · Cavalier noir sur case noire e7 · Pion noir sur case noire g7 · Pion noir sur case noire b6 · Pion noir sur case blanche c6 · Dame noire sur case noire d6 · Pion noir sur case noire f6 · Pion noir sur case noire h6 · Pion noir sur case blanche d5 · Pion noir sur case noire e5 · Pion blanc sur case blanche c4 · Pion blanc sur case noire f4 · Pion blanc sur case blanche b3 · Cavalier blanc sur case noire c3 · Pion blanc sur case blanche d3 · Pion blanc sur case noire e3 · Cavalier blanc sur case blanche f3 · Pion blanc sur case noire g3 · Pion blanc sur case blanche a2 · Pion blanc sur case noire h2 · Tour blanche sur case blanche b1 · Fou blanc sur case noire c1 · Dame blanche sur case blanche d1 · Roi blanc sur case noire e1 · Fou blanc sur case blanche f1 · Tour blanche sur case noire g1 | Tour noire sur case blanche a8 · Fou noir sur case blanche c8 · Roi noir sur case blanche e8 · Fou noir sur case noire f8 · Tour noire sur case noire h8 · Pion noir sur case noire a7 · Cavalier noir sur case blanche d7 · Cavalier noir sur case noire e7 · Pion noir sur case noire g7 · Pion noir sur case noire b6 · Pion noir sur case blanche c6 · Dame noire sur case noire d6 · Pion noir sur case noire f6 · Pion noir sur case noire h6 · Pion noir sur case blanche d5 · Pion noir sur case noire e5 · Pion blanc sur case blanche c4 · Pion blanc sur case noire f4 · Pion blanc sur case blanche b3 · Cavalier blanc sur case noire c3 · Pion blanc sur case blanche d3 · Pion blanc sur case noire e3 · Cavalier blanc sur case blanche f3 · Pion blanc sur case noire g3 · Pion blanc sur case blanche a2 · Pion blanc sur case noire h2 · Tour blanche sur case blanche b1 · Fou blanc sur case noire c1 · Dame blanche sur case blanche d1 · Roi blanc sur case noire e1 · Fou blanc sur case blanche f1 · Tour blanche sur case noire g1 | Tour noire sur case blanche a8 · Fou noir sur case blanche c8 · Roi noir sur case blanche e8 · Fou noir sur case noire f8 · Tour noire sur case noire h8 · Pion noir sur case noire a7 · Cavalier noir sur case blanche d7 · Cavalier noir sur case noire e7 · Pion noir sur case noire g7 · Pion noir sur case noire b6 · Pion noir sur case blanche c6 · Dame noire sur case noire d6 · Pion noir sur case noire f6 · Pion noir sur case noire h6 · Pion noir sur case blanche d5 · Pion noir sur case noire e5 · Pion blanc sur case blanche c4 · Pion blanc sur case noire f4 · Pion blanc sur case blanche b3 · Cavalier blanc sur case noire c3 · Pion blanc sur case blanche d3 · Pion blanc sur case noire e3 · Cavalier blanc sur case blanche f3 · Pion blanc sur case noire g3 · Pion blanc sur case blanche a2 · Pion blanc sur case noire h2 · Tour blanche sur case blanche b1 · Fou blanc sur case noire c1 · Dame blanche sur case blanche d1 · Roi blanc sur case noire e1 · Fou blanc sur case blanche f1 · Tour blanche sur case noire g1 | Tour noire sur case blanche a8 · Fou noir sur case blanche c8 · Roi noir sur case blanche e8 · Fou noir sur case noire f8 · Tour noire sur case noire h8 · Pion noir sur case noire a7 · Cavalier noir sur case blanche d7 · Cavalier noir sur case noire e7 · Pion noir sur case noire g7 · Pion noir sur case noire b6 · Pion noir sur case blanche c6 · Dame noire sur case noire d6 · Pion noir sur case noire f6 · Pion noir sur case noire h6 · Pion noir sur case blanche d5 · Pion noir sur case noire e5 · Pion blanc sur case blanche c4 · Pion blanc sur case noire f4 · Pion blanc sur case blanche b3 · Cavalier blanc sur case noire c3 · Pion blanc sur case blanche d3 · Pion blanc sur case noire e3 · Cavalier blanc sur case blanche f3 · Pion blanc sur case noire g3 · Pion blanc sur case blanche a2 · Pion blanc sur case noire h2 · Tour blanche sur case blanche b1 · Fou blanc sur case noire c1 · Dame blanche sur case blanche d1 · Roi blanc sur case noire e1 · Fou blanc sur case blanche f1 · Tour blanche sur case noire g1 | 5 |
| 4 | Tour noire sur case blanche a8 · Fou noir sur case blanche c8 · Roi noir sur case blanche e8 · Fou noir sur case noire f8 · Tour noire sur case noire h8 · Pion noir sur case noire a7 · Cavalier noir sur case blanche d7 · Cavalier noir sur case noire e7 · Pion noir sur case noire g7 · Pion noir sur case noire b6 · Pion noir sur case blanche c6 · Dame noire sur case noire d6 · Pion noir sur case noire f6 · Pion noir sur case noire h6 · Pion noir sur case blanche d5 · Pion noir sur case noire e5 · Pion blanc sur case blanche c4 · Pion blanc sur case noire f4 · Pion blanc sur case blanche b3 · Cavalier blanc sur case noire c3 · Pion blanc sur case blanche d3 · Pion blanc sur case noire e3 · Cavalier blanc sur case blanche f3 · Pion blanc sur case noire g3 · Pion blanc sur case blanche a2 · Pion blanc sur case noire h2 · Tour blanche sur case blanche b1 · Fou blanc sur case noire c1 · Dame blanche sur case blanche d1 · Roi blanc sur case noire e1 · Fou blanc sur case blanche f1 · Tour blanche sur case noire g1 | Tour noire sur case blanche a8 · Fou noir sur case blanche c8 · Roi noir sur case blanche e8 · Fou noir sur case noire f8 · Tour noire sur case noire h8 · Pion noir sur case noire a7 · Cavalier noir sur case blanche d7 · Cavalier noir sur case noire e7 · Pion noir sur case noire g7 · Pion noir sur case noire b6 · Pion noir sur case blanche c6 · Dame noire sur case noire d6 · Pion noir sur case noire f6 · Pion noir sur case noire h6 · Pion noir sur case blanche d5 · Pion noir sur case noire e5 · Pion blanc sur case blanche c4 · Pion blanc sur case noire f4 · Pion blanc sur case blanche b3 · Cavalier blanc sur case noire c3 · Pion blanc sur case blanche d3 · Pion blanc sur case noire e3 · Cavalier blanc sur case blanche f3 · Pion blanc sur case noire g3 · Pion blanc sur case blanche a2 · Pion blanc sur case noire h2 · Tour blanche sur case blanche b1 · Fou blanc sur case noire c1 · Dame blanche sur case blanche d1 · Roi blanc sur case noire e1 · Fou blanc sur case blanche f1 · Tour blanche sur case noire g1 | Tour noire sur case blanche a8 · Fou noir sur case blanche c8 · Roi noir sur case blanche e8 · Fou noir sur case noire f8 · Tour noire sur case noire h8 · Pion noir sur case noire a7 · Cavalier noir sur case blanche d7 · Cavalier noir sur case noire e7 · Pion noir sur case noire g7 · Pion noir sur case noire b6 · Pion noir sur case blanche c6 · Dame noire sur case noire d6 · Pion noir sur case noire f6 · Pion noir sur case noire h6 · Pion noir sur case blanche d5 · Pion noir sur case noire e5 · Pion blanc sur case blanche c4 · Pion blanc sur case noire f4 · Pion blanc sur case blanche b3 · Cavalier blanc sur case noire c3 · Pion blanc sur case blanche d3 · Pion blanc sur case noire e3 · Cavalier blanc sur case blanche f3 · Pion blanc sur case noire g3 · Pion blanc sur case blanche a2 · Pion blanc sur case noire h2 · Tour blanche sur case blanche b1 · Fou blanc sur case noire c1 · Dame blanche sur case blanche d1 · Roi blanc sur case noire e1 · Fou blanc sur case blanche f1 · Tour blanche sur case noire g1 | Tour noire sur case blanche a8 · Fou noir sur case blanche c8 · Roi noir sur case blanche e8 · Fou noir sur case noire f8 · Tour noire sur case noire h8 · Pion noir sur case noire a7 · Cavalier noir sur case blanche d7 · Cavalier noir sur case noire e7 · Pion noir sur case noire g7 · Pion noir sur case noire b6 · Pion noir sur case blanche c6 · Dame noire sur case noire d6 · Pion noir sur case noire f6 · Pion noir sur case noire h6 · Pion noir sur case blanche d5 · Pion noir sur case noire e5 · Pion blanc sur case blanche c4 · Pion blanc sur case noire f4 · Pion blanc sur case blanche b3 · Cavalier blanc sur case noire c3 · Pion blanc sur case blanche d3 · Pion blanc sur case noire e3 · Cavalier blanc sur case blanche f3 · Pion blanc sur case noire g3 · Pion blanc sur case blanche a2 · Pion blanc sur case noire h2 · Tour blanche sur case blanche b1 · Fou blanc sur case noire c1 · Dame blanche sur case blanche d1 · Roi blanc sur case noire e1 · Fou blanc sur case blanche f1 · Tour blanche sur case noire g1 | Tour noire sur case blanche a8 · Fou noir sur case blanche c8 · Roi noir sur case blanche e8 · Fou noir sur case noire f8 · Tour noire sur case noire h8 · Pion noir sur case noire a7 · Cavalier noir sur case blanche d7 · Cavalier noir sur case noire e7 · Pion noir sur case noire g7 · Pion noir sur case noire b6 · Pion noir sur case blanche c6 · Dame noire sur case noire d6 · Pion noir sur case noire f6 · Pion noir sur case noire h6 · Pion noir sur case blanche d5 · Pion noir sur case noire e5 · Pion blanc sur case blanche c4 · Pion blanc sur case noire f4 · Pion blanc sur case blanche b3 · Cavalier blanc sur case noire c3 · Pion blanc sur case blanche d3 · Pion blanc sur case noire e3 · Cavalier blanc sur case blanche f3 · Pion blanc sur case noire g3 · Pion blanc sur case blanche a2 · Pion blanc sur case noire h2 · Tour blanche sur case blanche b1 · Fou blanc sur case noire c1 · Dame blanche sur case blanche d1 · Roi blanc sur case noire e1 · Fou blanc sur case blanche f1 · Tour blanche sur case noire g1 | Tour noire sur case blanche a8 · Fou noir sur case blanche c8 · Roi noir sur case blanche e8 · Fou noir sur case noire f8 · Tour noire sur case noire h8 · Pion noir sur case noire a7 · Cavalier noir sur case blanche d7 · Cavalier noir sur case noire e7 · Pion noir sur case noire g7 · Pion noir sur case noire b6 · Pion noir sur case blanche c6 · Dame noire sur case noire d6 · Pion noir sur case noire f6 · Pion noir sur case noire h6 · Pion noir sur case blanche d5 · Pion noir sur case noire e5 · Pion blanc sur case blanche c4 · Pion blanc sur case noire f4 · Pion blanc sur case blanche b3 · Cavalier blanc sur case noire c3 · Pion blanc sur case blanche d3 · Pion blanc sur case noire e3 · Cavalier blanc sur case blanche f3 · Pion blanc sur case noire g3 · Pion blanc sur case blanche a2 · Pion blanc sur case noire h2 · Tour blanche sur case blanche b1 · Fou blanc sur case noire c1 · Dame blanche sur case blanche d1 · Roi blanc sur case noire e1 · Fou blanc sur case blanche f1 · Tour blanche sur case noire g1 | Tour noire sur case blanche a8 · Fou noir sur case blanche c8 · Roi noir sur case blanche e8 · Fou noir sur case noire f8 · Tour noire sur case noire h8 · Pion noir sur case noire a7 · Cavalier noir sur case blanche d7 · Cavalier noir sur case noire e7 · Pion noir sur case noire g7 · Pion noir sur case noire b6 · Pion noir sur case blanche c6 · Dame noire sur case noire d6 · Pion noir sur case noire f6 · Pion noir sur case noire h6 · Pion noir sur case blanche d5 · Pion noir sur case noire e5 · Pion blanc sur case blanche c4 · Pion blanc sur case noire f4 · Pion blanc sur case blanche b3 · Cavalier blanc sur case noire c3 · Pion blanc sur case blanche d3 · Pion blanc sur case noire e3 · Cavalier blanc sur case blanche f3 · Pion blanc sur case noire g3 · Pion blanc sur case blanche a2 · Pion blanc sur case noire h2 · Tour blanche sur case blanche b1 · Fou blanc sur case noire c1 · Dame blanche sur case blanche d1 · Roi blanc sur case noire e1 · Fou blanc sur case blanche f1 · Tour blanche sur case noire g1 | Tour noire sur case blanche a8 · Fou noir sur case blanche c8 · Roi noir sur case blanche e8 · Fou noir sur case noire f8 · Tour noire sur case noire h8 · Pion noir sur case noire a7 · Cavalier noir sur case blanche d7 · Cavalier noir sur case noire e7 · Pion noir sur case noire g7 · Pion noir sur case noire b6 · Pion noir sur case blanche c6 · Dame noire sur case noire d6 · Pion noir sur case noire f6 · Pion noir sur case noire h6 · Pion noir sur case blanche d5 · Pion noir sur case noire e5 · Pion blanc sur case blanche c4 · Pion blanc sur case noire f4 · Pion blanc sur case blanche b3 · Cavalier blanc sur case noire c3 · Pion blanc sur case blanche d3 · Pion blanc sur case noire e3 · Cavalier blanc sur case blanche f3 · Pion blanc sur case noire g3 · Pion blanc sur case blanche a2 · Pion blanc sur case noire h2 · Tour blanche sur case blanche b1 · Fou blanc sur case noire c1 · Dame blanche sur case blanche d1 · Roi blanc sur case noire e1 · Fou blanc sur case blanche f1 · Tour blanche sur case noire g1 | 4 |
| 3 | Tour noire sur case blanche a8 · Fou noir sur case blanche c8 · Roi noir sur case blanche e8 · Fou noir sur case noire f8 · Tour noire sur case noire h8 · Pion noir sur case noire a7 · Cavalier noir sur case blanche d7 · Cavalier noir sur case noire e7 · Pion noir sur case noire g7 · Pion noir sur case noire b6 · Pion noir sur case blanche c6 · Dame noire sur case noire d6 · Pion noir sur case noire f6 · Pion noir sur case noire h6 · Pion noir sur case blanche d5 · Pion noir sur case noire e5 · Pion blanc sur case blanche c4 · Pion blanc sur case noire f4 · Pion blanc sur case blanche b3 · Cavalier blanc sur case noire c3 · Pion blanc sur case blanche d3 · Pion blanc sur case noire e3 · Cavalier blanc sur case blanche f3 · Pion blanc sur case noire g3 · Pion blanc sur case blanche a2 · Pion blanc sur case noire h2 · Tour blanche sur case blanche b1 · Fou blanc sur case noire c1 · Dame blanche sur case blanche d1 · Roi blanc sur case noire e1 · Fou blanc sur case blanche f1 · Tour blanche sur case noire g1 | Tour noire sur case blanche a8 · Fou noir sur case blanche c8 · Roi noir sur case blanche e8 · Fou noir sur case noire f8 · Tour noire sur case noire h8 · Pion noir sur case noire a7 · Cavalier noir sur case blanche d7 · Cavalier noir sur case noire e7 · Pion noir sur case noire g7 · Pion noir sur case noire b6 · Pion noir sur case blanche c6 · Dame noire sur case noire d6 · Pion noir sur case noire f6 · Pion noir sur case noire h6 · Pion noir sur case blanche d5 · Pion noir sur case noire e5 · Pion blanc sur case blanche c4 · Pion blanc sur case noire f4 · Pion blanc sur case blanche b3 · Cavalier blanc sur case noire c3 · Pion blanc sur case blanche d3 · Pion blanc sur case noire e3 · Cavalier blanc sur case blanche f3 · Pion blanc sur case noire g3 · Pion blanc sur case blanche a2 · Pion blanc sur case noire h2 · Tour blanche sur case blanche b1 · Fou blanc sur case noire c1 · Dame blanche sur case blanche d1 · Roi blanc sur case noire e1 · Fou blanc sur case blanche f1 · Tour blanche sur case noire g1 | Tour noire sur case blanche a8 · Fou noir sur case blanche c8 · Roi noir sur case blanche e8 · Fou noir sur case noire f8 · Tour noire sur case noire h8 · Pion noir sur case noire a7 · Cavalier noir sur case blanche d7 · Cavalier noir sur case noire e7 · Pion noir sur case noire g7 · Pion noir sur case noire b6 · Pion noir sur case blanche c6 · Dame noire sur case noire d6 · Pion noir sur case noire f6 · Pion noir sur case noire h6 · Pion noir sur case blanche d5 · Pion noir sur case noire e5 · Pion blanc sur case blanche c4 · Pion blanc sur case noire f4 · Pion blanc sur case blanche b3 · Cavalier blanc sur case noire c3 · Pion blanc sur case blanche d3 · Pion blanc sur case noire e3 · Cavalier blanc sur case blanche f3 · Pion blanc sur case noire g3 · Pion blanc sur case blanche a2 · Pion blanc sur case noire h2 · Tour blanche sur case blanche b1 · Fou blanc sur case noire c1 · Dame blanche sur case blanche d1 · Roi blanc sur case noire e1 · Fou blanc sur case blanche f1 · Tour blanche sur case noire g1 | Tour noire sur case blanche a8 · Fou noir sur case blanche c8 · Roi noir sur case blanche e8 · Fou noir sur case noire f8 · Tour noire sur case noire h8 · Pion noir sur case noire a7 · Cavalier noir sur case blanche d7 · Cavalier noir sur case noire e7 · Pion noir sur case noire g7 · Pion noir sur case noire b6 · Pion noir sur case blanche c6 · Dame noire sur case noire d6 · Pion noir sur case noire f6 · Pion noir sur case noire h6 · Pion noir sur case blanche d5 · Pion noir sur case noire e5 · Pion blanc sur case blanche c4 · Pion blanc sur case noire f4 · Pion blanc sur case blanche b3 · Cavalier blanc sur case noire c3 · Pion blanc sur case blanche d3 · Pion blanc sur case noire e3 · Cavalier blanc sur case blanche f3 · Pion blanc sur case noire g3 · Pion blanc sur case blanche a2 · Pion blanc sur case noire h2 · Tour blanche sur case blanche b1 · Fou blanc sur case noire c1 · Dame blanche sur case blanche d1 · Roi blanc sur case noire e1 · Fou blanc sur case blanche f1 · Tour blanche sur case noire g1 | Tour noire sur case blanche a8 · Fou noir sur case blanche c8 · Roi noir sur case blanche e8 · Fou noir sur case noire f8 · Tour noire sur case noire h8 · Pion noir sur case noire a7 · Cavalier noir sur case blanche d7 · Cavalier noir sur case noire e7 · Pion noir sur case noire g7 · Pion noir sur case noire b6 · Pion noir sur case blanche c6 · Dame noire sur case noire d6 · Pion noir sur case noire f6 · Pion noir sur case noire h6 · Pion noir sur case blanche d5 · Pion noir sur case noire e5 · Pion blanc sur case blanche c4 · Pion blanc sur case noire f4 · Pion blanc sur case blanche b3 · Cavalier blanc sur case noire c3 · Pion blanc sur case blanche d3 · Pion blanc sur case noire e3 · Cavalier blanc sur case blanche f3 · Pion blanc sur case noire g3 · Pion blanc sur case blanche a2 · Pion blanc sur case noire h2 · Tour blanche sur case blanche b1 · Fou blanc sur case noire c1 · Dame blanche sur case blanche d1 · Roi blanc sur case noire e1 · Fou blanc sur case blanche f1 · Tour blanche sur case noire g1 | Tour noire sur case blanche a8 · Fou noir sur case blanche c8 · Roi noir sur case blanche e8 · Fou noir sur case noire f8 · Tour noire sur case noire h8 · Pion noir sur case noire a7 · Cavalier noir sur case blanche d7 · Cavalier noir sur case noire e7 · Pion noir sur case noire g7 · Pion noir sur case noire b6 · Pion noir sur case blanche c6 · Dame noire sur case noire d6 · Pion noir sur case noire f6 · Pion noir sur case noire h6 · Pion noir sur case blanche d5 · Pion noir sur case noire e5 · Pion blanc sur case blanche c4 · Pion blanc sur case noire f4 · Pion blanc sur case blanche b3 · Cavalier blanc sur case noire c3 · Pion blanc sur case blanche d3 · Pion blanc sur case noire e3 · Cavalier blanc sur case blanche f3 · Pion blanc sur case noire g3 · Pion blanc sur case blanche a2 · Pion blanc sur case noire h2 · Tour blanche sur case blanche b1 · Fou blanc sur case noire c1 · Dame blanche sur case blanche d1 · Roi blanc sur case noire e1 · Fou blanc sur case blanche f1 · Tour blanche sur case noire g1 | Tour noire sur case blanche a8 · Fou noir sur case blanche c8 · Roi noir sur case blanche e8 · Fou noir sur case noire f8 · Tour noire sur case noire h8 · Pion noir sur case noire a7 · Cavalier noir sur case blanche d7 · Cavalier noir sur case noire e7 · Pion noir sur case noire g7 · Pion noir sur case noire b6 · Pion noir sur case blanche c6 · Dame noire sur case noire d6 · Pion noir sur case noire f6 · Pion noir sur case noire h6 · Pion noir sur case blanche d5 · Pion noir sur case noire e5 · Pion blanc sur case blanche c4 · Pion blanc sur case noire f4 · Pion blanc sur case blanche b3 · Cavalier blanc sur case noire c3 · Pion blanc sur case blanche d3 · Pion blanc sur case noire e3 · Cavalier blanc sur case blanche f3 · Pion blanc sur case noire g3 · Pion blanc sur case blanche a2 · Pion blanc sur case noire h2 · Tour blanche sur case blanche b1 · Fou blanc sur case noire c1 · Dame blanche sur case blanche d1 · Roi blanc sur case noire e1 · Fou blanc sur case blanche f1 · Tour blanche sur case noire g1 | Tour noire sur case blanche a8 · Fou noir sur case blanche c8 · Roi noir sur case blanche e8 · Fou noir sur case noire f8 · Tour noire sur case noire h8 · Pion noir sur case noire a7 · Cavalier noir sur case blanche d7 · Cavalier noir sur case noire e7 · Pion noir sur case noire g7 · Pion noir sur case noire b6 · Pion noir sur case blanche c6 · Dame noire sur case noire d6 · Pion noir sur case noire f6 · Pion noir sur case noire h6 · Pion noir sur case blanche d5 · Pion noir sur case noire e5 · Pion blanc sur case blanche c4 · Pion blanc sur case noire f4 · Pion blanc sur case blanche b3 · Cavalier blanc sur case noire c3 · Pion blanc sur case blanche d3 · Pion blanc sur case noire e3 · Cavalier blanc sur case blanche f3 · Pion blanc sur case noire g3 · Pion blanc sur case blanche a2 · Pion blanc sur case noire h2 · Tour blanche sur case blanche b1 · Fou blanc sur case noire c1 · Dame blanche sur case blanche d1 · Roi blanc sur case noire e1 · Fou blanc sur case blanche f1 · Tour blanche sur case noire g1 | 3 |
| 2 | Tour noire sur case blanche a8 · Fou noir sur case blanche c8 · Roi noir sur case blanche e8 · Fou noir sur case noire f8 · Tour noire sur case noire h8 · Pion noir sur case noire a7 · Cavalier noir sur case blanche d7 · Cavalier noir sur case noire e7 · Pion noir sur case noire g7 · Pion noir sur case noire b6 · Pion noir sur case blanche c6 · Dame noire sur case noire d6 · Pion noir sur case noire f6 · Pion noir sur case noire h6 · Pion noir sur case blanche d5 · Pion noir sur case noire e5 · Pion blanc sur case blanche c4 · Pion blanc sur case noire f4 · Pion blanc sur case blanche b3 · Cavalier blanc sur case noire c3 · Pion blanc sur case blanche d3 · Pion blanc sur case noire e3 · Cavalier blanc sur case blanche f3 · Pion blanc sur case noire g3 · Pion blanc sur case blanche a2 · Pion blanc sur case noire h2 · Tour blanche sur case blanche b1 · Fou blanc sur case noire c1 · Dame blanche sur case blanche d1 · Roi blanc sur case noire e1 · Fou blanc sur case blanche f1 · Tour blanche sur case noire g1 | Tour noire sur case blanche a8 · Fou noir sur case blanche c8 · Roi noir sur case blanche e8 · Fou noir sur case noire f8 · Tour noire sur case noire h8 · Pion noir sur case noire a7 · Cavalier noir sur case blanche d7 · Cavalier noir sur case noire e7 · Pion noir sur case noire g7 · Pion noir sur case noire b6 · Pion noir sur case blanche c6 · Dame noire sur case noire d6 · Pion noir sur case noire f6 · Pion noir sur case noire h6 · Pion noir sur case blanche d5 · Pion noir sur case noire e5 · Pion blanc sur case blanche c4 · Pion blanc sur case noire f4 · Pion blanc sur case blanche b3 · Cavalier blanc sur case noire c3 · Pion blanc sur case blanche d3 · Pion blanc sur case noire e3 · Cavalier blanc sur case blanche f3 · Pion blanc sur case noire g3 · Pion blanc sur case blanche a2 · Pion blanc sur case noire h2 · Tour blanche sur case blanche b1 · Fou blanc sur case noire c1 · Dame blanche sur case blanche d1 · Roi blanc sur case noire e1 · Fou blanc sur case blanche f1 · Tour blanche sur case noire g1 | Tour noire sur case blanche a8 · Fou noir sur case blanche c8 · Roi noir sur case blanche e8 · Fou noir sur case noire f8 · Tour noire sur case noire h8 · Pion noir sur case noire a7 · Cavalier noir sur case blanche d7 · Cavalier noir sur case noire e7 · Pion noir sur case noire g7 · Pion noir sur case noire b6 · Pion noir sur case blanche c6 · Dame noire sur case noire d6 · Pion noir sur case noire f6 · Pion noir sur case noire h6 · Pion noir sur case blanche d5 · Pion noir sur case noire e5 · Pion blanc sur case blanche c4 · Pion blanc sur case noire f4 · Pion blanc sur case blanche b3 · Cavalier blanc sur case noire c3 · Pion blanc sur case blanche d3 · Pion blanc sur case noire e3 · Cavalier blanc sur case blanche f3 · Pion blanc sur case noire g3 · Pion blanc sur case blanche a2 · Pion blanc sur case noire h2 · Tour blanche sur case blanche b1 · Fou blanc sur case noire c1 · Dame blanche sur case blanche d1 · Roi blanc sur case noire e1 · Fou blanc sur case blanche f1 · Tour blanche sur case noire g1 | Tour noire sur case blanche a8 · Fou noir sur case blanche c8 · Roi noir sur case blanche e8 · Fou noir sur case noire f8 · Tour noire sur case noire h8 · Pion noir sur case noire a7 · Cavalier noir sur case blanche d7 · Cavalier noir sur case noire e7 · Pion noir sur case noire g7 · Pion noir sur case noire b6 · Pion noir sur case blanche c6 · Dame noire sur case noire d6 · Pion noir sur case noire f6 · Pion noir sur case noire h6 · Pion noir sur case blanche d5 · Pion noir sur case noire e5 · Pion blanc sur case blanche c4 · Pion blanc sur case noire f4 · Pion blanc sur case blanche b3 · Cavalier blanc sur case noire c3 · Pion blanc sur case blanche d3 · Pion blanc sur case noire e3 · Cavalier blanc sur case blanche f3 · Pion blanc sur case noire g3 · Pion blanc sur case blanche a2 · Pion blanc sur case noire h2 · Tour blanche sur case blanche b1 · Fou blanc sur case noire c1 · Dame blanche sur case blanche d1 · Roi blanc sur case noire e1 · Fou blanc sur case blanche f1 · Tour blanche sur case noire g1 | Tour noire sur case blanche a8 · Fou noir sur case blanche c8 · Roi noir sur case blanche e8 · Fou noir sur case noire f8 · Tour noire sur case noire h8 · Pion noir sur case noire a7 · Cavalier noir sur case blanche d7 · Cavalier noir sur case noire e7 · Pion noir sur case noire g7 · Pion noir sur case noire b6 · Pion noir sur case blanche c6 · Dame noire sur case noire d6 · Pion noir sur case noire f6 · Pion noir sur case noire h6 · Pion noir sur case blanche d5 · Pion noir sur case noire e5 · Pion blanc sur case blanche c4 · Pion blanc sur case noire f4 · Pion blanc sur case blanche b3 · Cavalier blanc sur case noire c3 · Pion blanc sur case blanche d3 · Pion blanc sur case noire e3 · Cavalier blanc sur case blanche f3 · Pion blanc sur case noire g3 · Pion blanc sur case blanche a2 · Pion blanc sur case noire h2 · Tour blanche sur case blanche b1 · Fou blanc sur case noire c1 · Dame blanche sur case blanche d1 · Roi blanc sur case noire e1 · Fou blanc sur case blanche f1 · Tour blanche sur case noire g1 | Tour noire sur case blanche a8 · Fou noir sur case blanche c8 · Roi noir sur case blanche e8 · Fou noir sur case noire f8 · Tour noire sur case noire h8 · Pion noir sur case noire a7 · Cavalier noir sur case blanche d7 · Cavalier noir sur case noire e7 · Pion noir sur case noire g7 · Pion noir sur case noire b6 · Pion noir sur case blanche c6 · Dame noire sur case noire d6 · Pion noir sur case noire f6 · Pion noir sur case noire h6 · Pion noir sur case blanche d5 · Pion noir sur case noire e5 · Pion blanc sur case blanche c4 · Pion blanc sur case noire f4 · Pion blanc sur case blanche b3 · Cavalier blanc sur case noire c3 · Pion blanc sur case blanche d3 · Pion blanc sur case noire e3 · Cavalier blanc sur case blanche f3 · Pion blanc sur case noire g3 · Pion blanc sur case blanche a2 · Pion blanc sur case noire h2 · Tour blanche sur case blanche b1 · Fou blanc sur case noire c1 · Dame blanche sur case blanche d1 · Roi blanc sur case noire e1 · Fou blanc sur case blanche f1 · Tour blanche sur case noire g1 | Tour noire sur case blanche a8 · Fou noir sur case blanche c8 · Roi noir sur case blanche e8 · Fou noir sur case noire f8 · Tour noire sur case noire h8 · Pion noir sur case noire a7 · Cavalier noir sur case blanche d7 · Cavalier noir sur case noire e7 · Pion noir sur case noire g7 · Pion noir sur case noire b6 · Pion noir sur case blanche c6 · Dame noire sur case noire d6 · Pion noir sur case noire f6 · Pion noir sur case noire h6 · Pion noir sur case blanche d5 · Pion noir sur case noire e5 · Pion blanc sur case blanche c4 · Pion blanc sur case noire f4 · Pion blanc sur case blanche b3 · Cavalier blanc sur case noire c3 · Pion blanc sur case blanche d3 · Pion blanc sur case noire e3 · Cavalier blanc sur case blanche f3 · Pion blanc sur case noire g3 · Pion blanc sur case blanche a2 · Pion blanc sur case noire h2 · Tour blanche sur case blanche b1 · Fou blanc sur case noire c1 · Dame blanche sur case blanche d1 · Roi blanc sur case noire e1 · Fou blanc sur case blanche f1 · Tour blanche sur case noire g1 | Tour noire sur case blanche a8 · Fou noir sur case blanche c8 · Roi noir sur case blanche e8 · Fou noir sur case noire f8 · Tour noire sur case noire h8 · Pion noir sur case noire a7 · Cavalier noir sur case blanche d7 · Cavalier noir sur case noire e7 · Pion noir sur case noire g7 · Pion noir sur case noire b6 · Pion noir sur case blanche c6 · Dame noire sur case noire d6 · Pion noir sur case noire f6 · Pion noir sur case noire h6 · Pion noir sur case blanche d5 · Pion noir sur case noire e5 · Pion blanc sur case blanche c4 · Pion blanc sur case noire f4 · Pion blanc sur case blanche b3 · Cavalier blanc sur case noire c3 · Pion blanc sur case blanche d3 · Pion blanc sur case noire e3 · Cavalier blanc sur case blanche f3 · Pion blanc sur case noire g3 · Pion blanc sur case blanche a2 · Pion blanc sur case noire h2 · Tour blanche sur case blanche b1 · Fou blanc sur case noire c1 · Dame blanche sur case blanche d1 · Roi blanc sur case noire e1 · Fou blanc sur case blanche f1 · Tour blanche sur case noire g1 | 2 |
| 1 | Tour noire sur case blanche a8 · Fou noir sur case blanche c8 · Roi noir sur case blanche e8 · Fou noir sur case noire f8 · Tour noire sur case noire h8 · Pion noir sur case noire a7 · Cavalier noir sur case blanche d7 · Cavalier noir sur case noire e7 · Pion noir sur case noire g7 · Pion noir sur case noire b6 · Pion noir sur case blanche c6 · Dame noire sur case noire d6 · Pion noir sur case noire f6 · Pion noir sur case noire h6 · Pion noir sur case blanche d5 · Pion noir sur case noire e5 · Pion blanc sur case blanche c4 · Pion blanc sur case noire f4 · Pion blanc sur case blanche b3 · Cavalier blanc sur case noire c3 · Pion blanc sur case blanche d3 · Pion blanc sur case noire e3 · Cavalier blanc sur case blanche f3 · Pion blanc sur case noire g3 · Pion blanc sur case blanche a2 · Pion blanc sur case noire h2 · Tour blanche sur case blanche b1 · Fou blanc sur case noire c1 · Dame blanche sur case blanche d1 · Roi blanc sur case noire e1 · Fou blanc sur case blanche f1 · Tour blanche sur case noire g1 | Tour noire sur case blanche a8 · Fou noir sur case blanche c8 · Roi noir sur case blanche e8 · Fou noir sur case noire f8 · Tour noire sur case noire h8 · Pion noir sur case noire a7 · Cavalier noir sur case blanche d7 · Cavalier noir sur case noire e7 · Pion noir sur case noire g7 · Pion noir sur case noire b6 · Pion noir sur case blanche c6 · Dame noire sur case noire d6 · Pion noir sur case noire f6 · Pion noir sur case noire h6 · Pion noir sur case blanche d5 · Pion noir sur case noire e5 · Pion blanc sur case blanche c4 · Pion blanc sur case noire f4 · Pion blanc sur case blanche b3 · Cavalier blanc sur case noire c3 · Pion blanc sur case blanche d3 · Pion blanc sur case noire e3 · Cavalier blanc sur case blanche f3 · Pion blanc sur case noire g3 · Pion blanc sur case blanche a2 · Pion blanc sur case noire h2 · Tour blanche sur case blanche b1 · Fou blanc sur case noire c1 · Dame blanche sur case blanche d1 · Roi blanc sur case noire e1 · Fou blanc sur case blanche f1 · Tour blanche sur case noire g1 | Tour noire sur case blanche a8 · Fou noir sur case blanche c8 · Roi noir sur case blanche e8 · Fou noir sur case noire f8 · Tour noire sur case noire h8 · Pion noir sur case noire a7 · Cavalier noir sur case blanche d7 · Cavalier noir sur case noire e7 · Pion noir sur case noire g7 · Pion noir sur case noire b6 · Pion noir sur case blanche c6 · Dame noire sur case noire d6 · Pion noir sur case noire f6 · Pion noir sur case noire h6 · Pion noir sur case blanche d5 · Pion noir sur case noire e5 · Pion blanc sur case blanche c4 · Pion blanc sur case noire f4 · Pion blanc sur case blanche b3 · Cavalier blanc sur case noire c3 · Pion blanc sur case blanche d3 · Pion blanc sur case noire e3 · Cavalier blanc sur case blanche f3 · Pion blanc sur case noire g3 · Pion blanc sur case blanche a2 · Pion blanc sur case noire h2 · Tour blanche sur case blanche b1 · Fou blanc sur case noire c1 · Dame blanche sur case blanche d1 · Roi blanc sur case noire e1 · Fou blanc sur case blanche f1 · Tour blanche sur case noire g1 | Tour noire sur case blanche a8 · Fou noir sur case blanche c8 · Roi noir sur case blanche e8 · Fou noir sur case noire f8 · Tour noire sur case noire h8 · Pion noir sur case noire a7 · Cavalier noir sur case blanche d7 · Cavalier noir sur case noire e7 · Pion noir sur case noire g7 · Pion noir sur case noire b6 · Pion noir sur case blanche c6 · Dame noire sur case noire d6 · Pion noir sur case noire f6 · Pion noir sur case noire h6 · Pion noir sur case blanche d5 · Pion noir sur case noire e5 · Pion blanc sur case blanche c4 · Pion blanc sur case noire f4 · Pion blanc sur case blanche b3 · Cavalier blanc sur case noire c3 · Pion blanc sur case blanche d3 · Pion blanc sur case noire e3 · Cavalier blanc sur case blanche f3 · Pion blanc sur case noire g3 · Pion blanc sur case blanche a2 · Pion blanc sur case noire h2 · Tour blanche sur case blanche b1 · Fou blanc sur case noire c1 · Dame blanche sur case blanche d1 · Roi blanc sur case noire e1 · Fou blanc sur case blanche f1 · Tour blanche sur case noire g1 | Tour noire sur case blanche a8 · Fou noir sur case blanche c8 · Roi noir sur case blanche e8 · Fou noir sur case noire f8 · Tour noire sur case noire h8 · Pion noir sur case noire a7 · Cavalier noir sur case blanche d7 · Cavalier noir sur case noire e7 · Pion noir sur case noire g7 · Pion noir sur case noire b6 · Pion noir sur case blanche c6 · Dame noire sur case noire d6 · Pion noir sur case noire f6 · Pion noir sur case noire h6 · Pion noir sur case blanche d5 · Pion noir sur case noire e5 · Pion blanc sur case blanche c4 · Pion blanc sur case noire f4 · Pion blanc sur case blanche b3 · Cavalier blanc sur case noire c3 · Pion blanc sur case blanche d3 · Pion blanc sur case noire e3 · Cavalier blanc sur case blanche f3 · Pion blanc sur case noire g3 · Pion blanc sur case blanche a2 · Pion blanc sur case noire h2 · Tour blanche sur case blanche b1 · Fou blanc sur case noire c1 · Dame blanche sur case blanche d1 · Roi blanc sur case noire e1 · Fou blanc sur case blanche f1 · Tour blanche sur case noire g1 | Tour noire sur case blanche a8 · Fou noir sur case blanche c8 · Roi noir sur case blanche e8 · Fou noir sur case noire f8 · Tour noire sur case noire h8 · Pion noir sur case noire a7 · Cavalier noir sur case blanche d7 · Cavalier noir sur case noire e7 · Pion noir sur case noire g7 · Pion noir sur case noire b6 · Pion noir sur case blanche c6 · Dame noire sur case noire d6 · Pion noir sur case noire f6 · Pion noir sur case noire h6 · Pion noir sur case blanche d5 · Pion noir sur case noire e5 · Pion blanc sur case blanche c4 · Pion blanc sur case noire f4 · Pion blanc sur case blanche b3 · Cavalier blanc sur case noire c3 · Pion blanc sur case blanche d3 · Pion blanc sur case noire e3 · Cavalier blanc sur case blanche f3 · Pion blanc sur case noire g3 · Pion blanc sur case blanche a2 · Pion blanc sur case noire h2 · Tour blanche sur case blanche b1 · Fou blanc sur case noire c1 · Dame blanche sur case blanche d1 · Roi blanc sur case noire e1 · Fou blanc sur case blanche f1 · Tour blanche sur case noire g1 | Tour noire sur case blanche a8 · Fou noir sur case blanche c8 · Roi noir sur case blanche e8 · Fou noir sur case noire f8 · Tour noire sur case noire h8 · Pion noir sur case noire a7 · Cavalier noir sur case blanche d7 · Cavalier noir sur case noire e7 · Pion noir sur case noire g7 · Pion noir sur case noire b6 · Pion noir sur case blanche c6 · Dame noire sur case noire d6 · Pion noir sur case noire f6 · Pion noir sur case noire h6 · Pion noir sur case blanche d5 · Pion noir sur case noire e5 · Pion blanc sur case blanche c4 · Pion blanc sur case noire f4 · Pion blanc sur case blanche b3 · Cavalier blanc sur case noire c3 · Pion blanc sur case blanche d3 · Pion blanc sur case noire e3 · Cavalier blanc sur case blanche f3 · Pion blanc sur case noire g3 · Pion blanc sur case blanche a2 · Pion blanc sur case noire h2 · Tour blanche sur case blanche b1 · Fou blanc sur case noire c1 · Dame blanche sur case blanche d1 · Roi blanc sur case noire e1 · Fou blanc sur case blanche f1 · Tour blanche sur case noire g1 | Tour noire sur case blanche a8 · Fou noir sur case blanche c8 · Roi noir sur case blanche e8 · Fou noir sur case noire f8 · Tour noire sur case noire h8 · Pion noir sur case noire a7 · Cavalier noir sur case blanche d7 · Cavalier noir sur case noire e7 · Pion noir sur case noire g7 · Pion noir sur case noire b6 · Pion noir sur case blanche c6 · Dame noire sur case noire d6 · Pion noir sur case noire f6 · Pion noir sur case noire h6 · Pion noir sur case blanche d5 · Pion noir sur case noire e5 · Pion blanc sur case blanche c4 · Pion blanc sur case noire f4 · Pion blanc sur case blanche b3 · Cavalier blanc sur case noire c3 · Pion blanc sur case blanche d3 · Pion blanc sur case noire e3 · Cavalier blanc sur case blanche f3 · Pion blanc sur case noire g3 · Pion blanc sur case blanche a2 · Pion blanc sur case noire h2 · Tour blanche sur case blanche b1 · Fou blanc sur case noire c1 · Dame blanche sur case blanche d1 · Roi blanc sur case noire e1 · Fou blanc sur case blanche f1 · Tour blanche sur case noire g1 | 1 |
|   | a | b | c | d | e | f | g | h |   |

Les ouvertures au chatrang, appelées tabbiyya (en arabe : تَعبِّيّة) (pluriel: tabbiyyāt). Le déplacement de la plupart des pièces du chatrang étant lent, l'ordre des premiers coups est peu important. Les joueurs jouaient donc directement à partir de certaines tabbiyyāt.
Les œuvres de Al-Adli et As-Suli comprennent une compilation de tabbiyyat, habituellement présentées sur un demi-échiquier, sans que ne soient proposées de séquence de coup y menant. En revanche certaines configurations ont été analysées en détail, comme par exemple la Mujannah–Mashaikhi.